# Autodafé

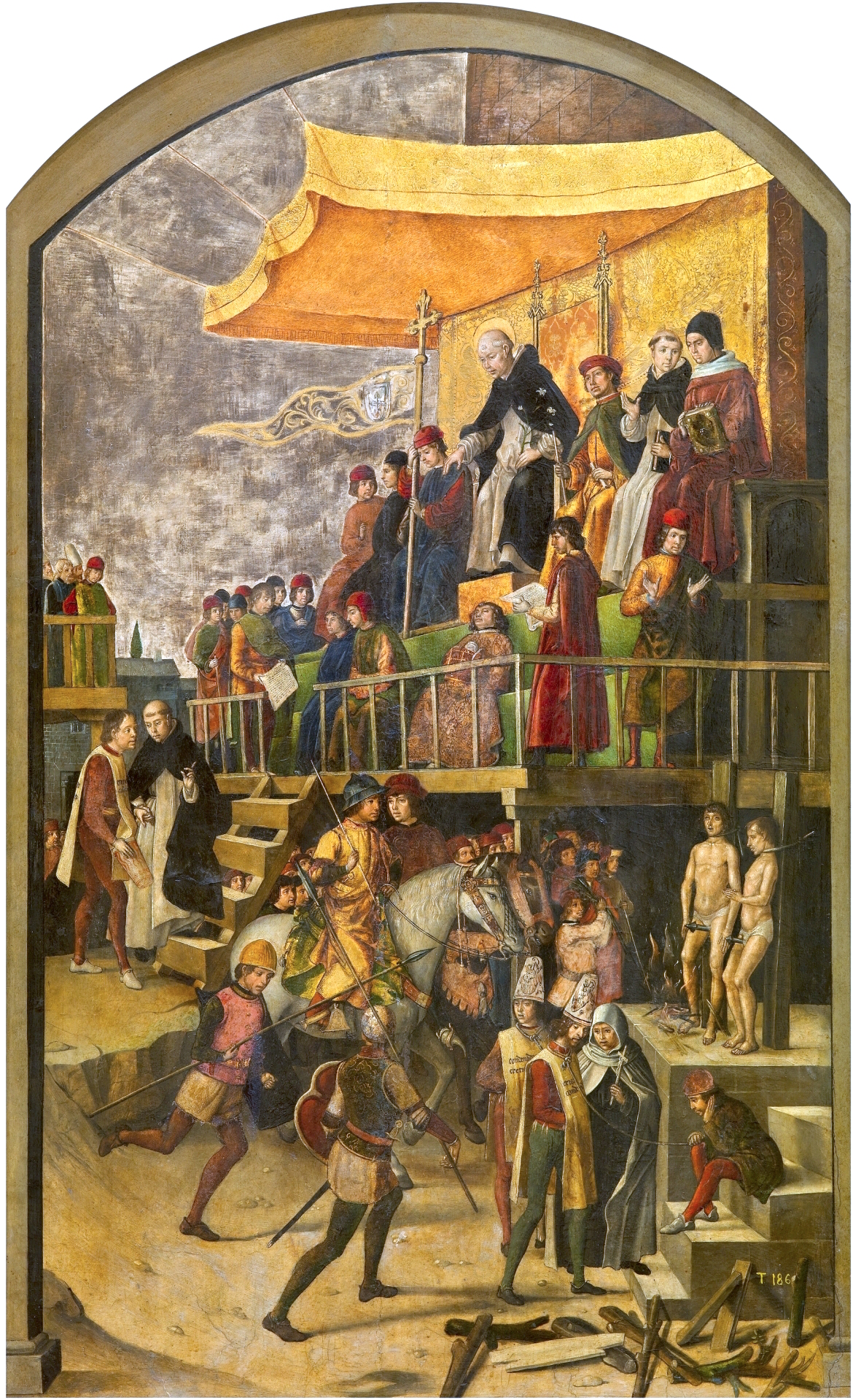
Dominicus leder en autodafé (målning från 1475).

Autodafé (portugisiska auto da fé "troshandling", jämför latin actus fidei, "trosakt", "troshandling") betecknade ursprungligen det av inkvisitionen högtidliga avkunnandet av en kättardom, frikännande eller fällande.
I dag används autodafé oftare om bränning av kättare eller skrifter.